# Нижний ягодичный нерв
Нижний ягодичный нерв (лат. Nervus gluteus inferior) — нерв крестцового сплетения. Образован волокнами LV, SI и SII нервов.
Выходит из полости малого таза через щель под грушевидной мышцей в ягодичную область под большую ягодичную мышцу вместе с половым нервом (латеральнее его), седалищным нервом и задним кожным нервом бедра (медиальнее их). Разветвляется в толще большой ягодичной мышцы, иннервируя также капсулу тазобедренного сустава. Иногда нерв принимает участие в иннервации внутренней запирательной, близнецовой мышц и квадратной мышцы бедра.